# Leaburu
Leaburu ist ein Ort und eine Gemeinde (Municipio) in der Provinz Gipuzkoa im spanischen Baskenland. Sie hat 389 Einwohner (Stand: 2024).

## Geografie
Leaburu liegt etwa 23 Kilometer südsüdwestlich von der Provinzhauptstadt Donostia-San Sebastián in einer Höhe von ca. 110 m.

## Bevölkerungsentwicklung
| 1970 | 1981 | 1991 | 2001 | 2011 | 2021 |
| ---- | ---- | ---- | ---- | ---- | ---- |
| 833  | 626  | 567  | 361  | 383  | 380  |

## Sehenswürdigkeiten
- Peterskirche (Iglesia de San Pedro)
- Sebastianuskapelle

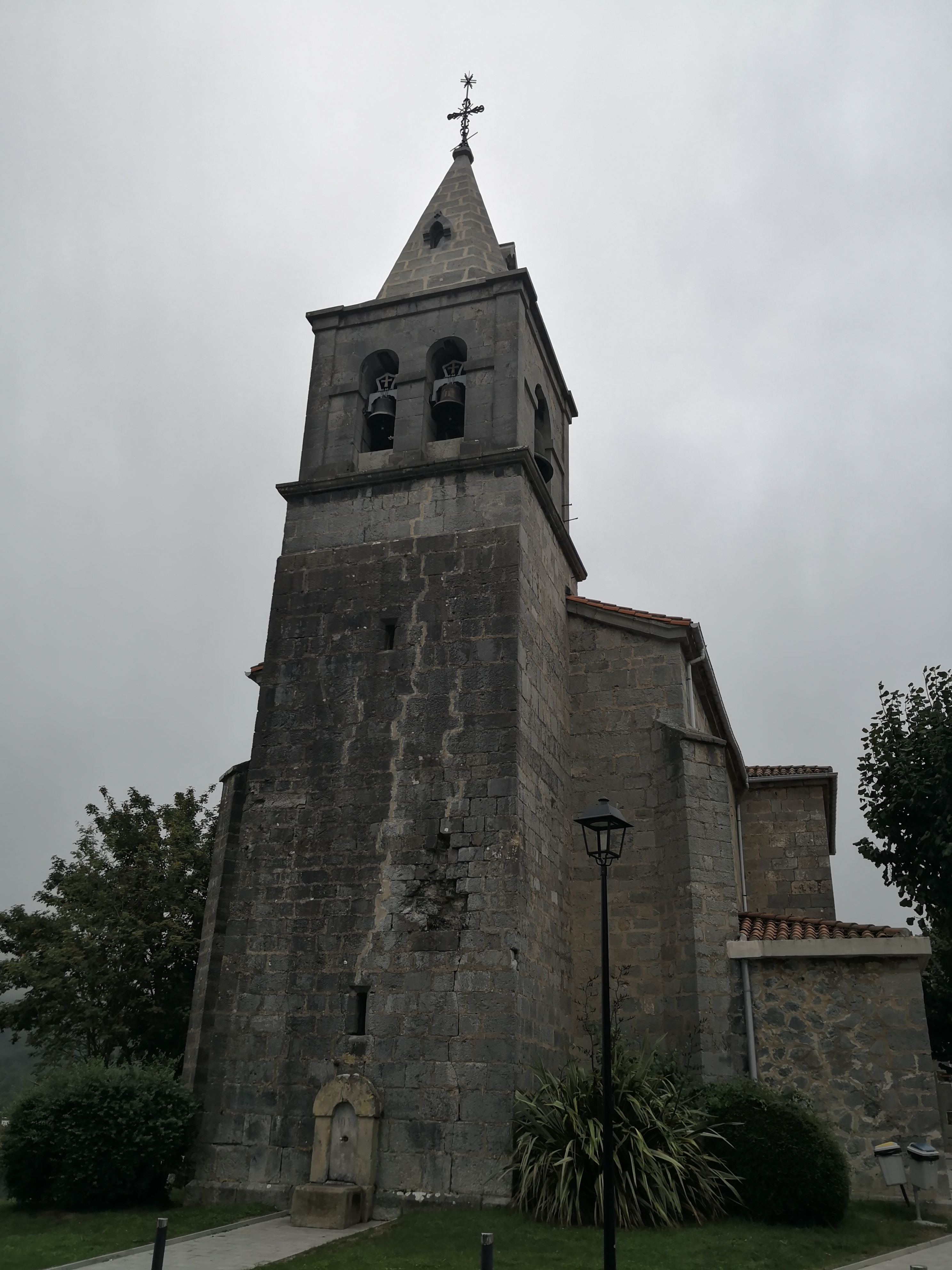
Peterskirche
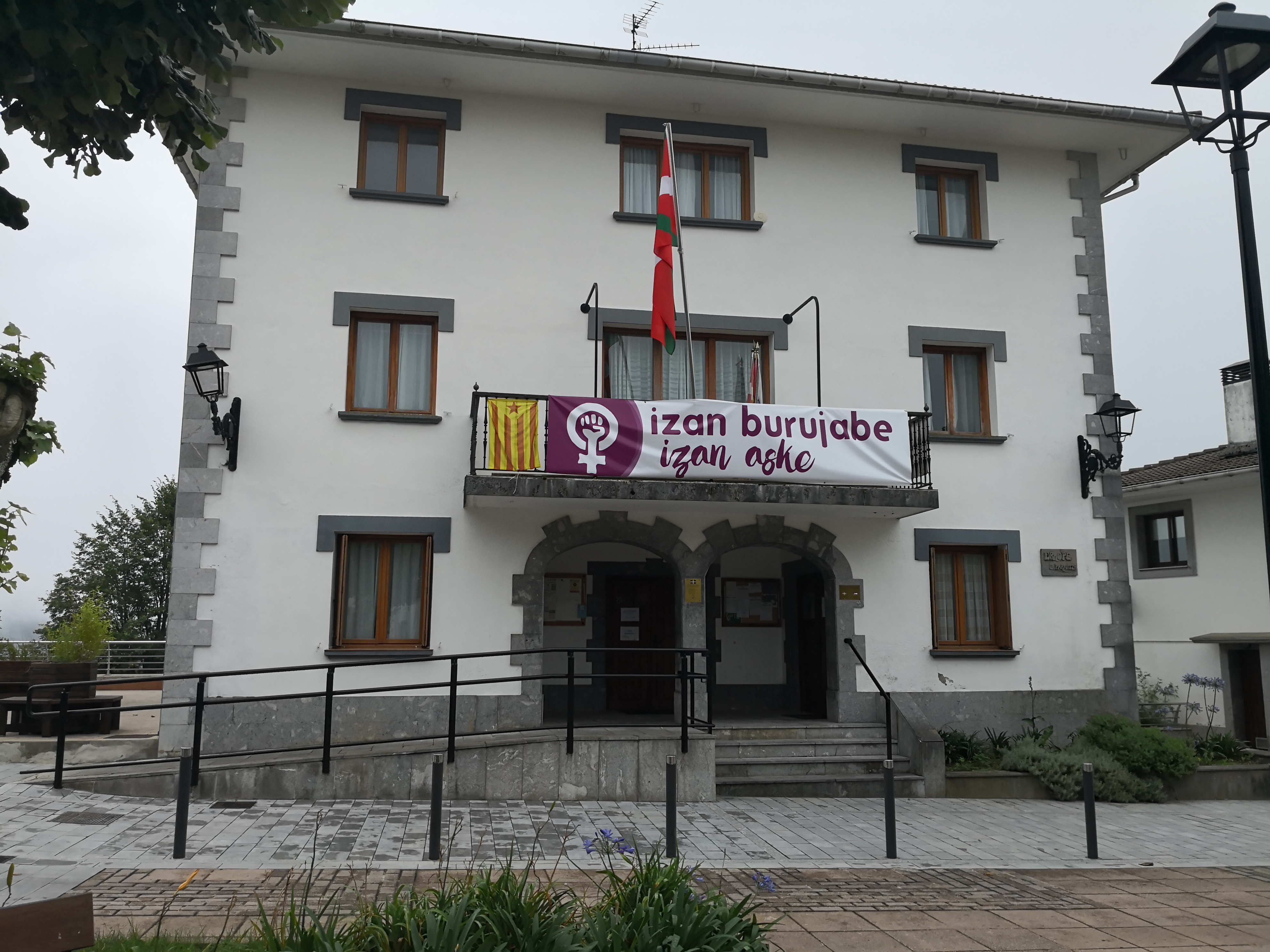
Rathaus